# Anilocra soelae
Anilocra soelae är en kräftdjursart som beskrevs av Bruce 1987. Anilocra soelae ingår i släktet Anilocra och familjen Cymothoidae. Inga underarter finns listade i Catalogue of Life.